# Фермо (провинция)
Фермо (на италиански: Provincia di Fermo) е провинция в Италия, в региона Марке.
Площта ѝ е 784 км², а населението – около 175 000 души (2007). Провинцията включва 40 общини, административен център е град Фермо.
Провинцията е била създадена през 2004 г., но е действаща от 2009 г.

## Административно деление
Провинцията се състои от 40 общини:
- Фермо
- Алтидона
- Амандола
- Белмонте Пичено
- Гротадзолина
- Кампофилоне
- Лапедона
- Маляно ди Тена
- Маса Фермана
- Монсампиетро Морико
- Монтапоне
- Монте Видон Комбате
- Монте Видон Корадо
- Монте Джиберто
- Монте Риналдо
- Монте Сан Пиетранджели
- Монте Урано
- Монтегранаро
- Монтеджорджо
- Монтелеоне ди Фермо
- Монтелпаро
- Монтерубиано
- Монтефалконе Апенино
- Монтефортино
- Монтотоне
- Мореско
- Ортецано
- Педазо
- Петритоли
- Понцано ди Фермо
- Порто Сан Джорджо
- Порто Сант'Елпидио
- Рапаняно
- Сант'Елпидио а Маре
- Санта Витория ин Матенано
- Сервиляно
- Смерило
- Торе Сан Патрицио
- Фалероне
- Франкавила д'Ете